# آندری ژکوف
آندری ژکوف (بلغاری: Андрей Жеков؛ زادهٔ ۱۲ مارس ۱۹۸۰) یک بازیکن والیبال اهل بلغارستان عضو تیم ملی لهستان و باشگاه تومیس کنستانتا است. ژکوف در لیگ جهانی ۲۰۰۶ به عنوان بهترین پاسور مسابقات انتخاب شد و در همین سال به همراه بلغارستان به مدال برنز قهرمانی جهان رسید.

## باشگاه ها
- لفسکی صوفیه (۱۹۹۹-۲۰۰۶)
- اورال اوفا (۲۰۰۶-۲۰۰۷)
- پاتراس (۲۰۰۷-۲۰۱۰)
- المپیاکوس (۲۰۱۰)
- گالاتاسرای (۲۰۱۰-۲۰۱۱)
- پیاچنزا (۲۰۱۱-۲۰۱۲)
- تومیس کنستانتا (۲۰۱۳-)